# Karl Oréans
Karl Oréans (* 14. Mai 1863 in Wiesloch; † 2. März 1960 in Konstanz) war ein deutscher romanischer Philologe und Gymnasiallehrer.
Karl Oréans studierte an der Albert-Ludwigs-Universität Freiburg, wo er 1888 mit der Arbeit Die E-Reime im Altprovençalischen  zum Dr. phil. promoviert wurde, danach war er als Gymnasialprofessor in Konstanz tätig. Er wurde am 21. Juli 1896 Mitglied der katholischen Studentenverbindung KDStV Hercynia Freiburg im Breisgau im CV. Er veröffentlichte neben Büchern zur romanischen Sprache auch mehrere Artikel in der Zeitschrift für romanische Philologie. 1921 veröffentlichte er ein umfangreiches Werk zur Neueren Geschichte Englands.

## Schriften (Auswahl)
- Pamphlets-Provençal. 1883 (Google Books)
- Die E-Reime im Altprovençalischen. Westermann, Braunschweig 1888 (zugl. Dissertation, Universität Freiburg/B.).
- Die O-Laute im Provenzalischen. Verlag Junge, Erlangen 1891.
- Die Leygues’sche Reform der französischen Syntax und Orthographie und ihre Berechtigung. Historisch-grammatische Skizze. Bielefeld-Verlag, Karlsruhe 1901.
- Der französische Unterricht an höheren Schulen. Weidmann Verlag, Berlin 1912.
- Neuere Geschichte Englands. Entwicklung seiner Kultur-, Rechts-, Wirtschafts- und Staatsgeschichte vom Mittelalter bis zum Weltkrieg. Verlag Schröder, Bonn 1921 (3 Teile).

S. 1–260: Englands Aufstieg zur Weltmacht bis zum Frieden von Paris 1763.
S. 261–670: Englands Niedergang und neuer Aufstieg zur Macht bis zum Wiener Kongress 1815.
S. 671–1133: Der Ausbau des britischen Weltreiches im 19. und 20. Jahrhunderts bis zum Weltkrieg.